# Маклейнсвілл (Північна Кароліна)
Маклейнсвілл (англ. McLeansville) — переписна місцевість (CDP) в США, в окрузі Ґілфорд штату Північна Кароліна. Населення — 1113 особи (2020).

## Географія
Маклейнсвілл розташований за координатами 36°5′51″ пн. ш. 79°39′17″ зх. д. / 36.09750° пн. ш. 79.65472° зх. д. (36.097507, -79.654722).  За даними Бюро перепису населення США в 2010 році переписна місцевість мала площу 16,20 км², з яких 16,00 км² — суходіл та 0,20 км² — водойми.

## Демографія
Згідно з переписом 2010 року, у переписній місцевості мешкала 1021 особа в 438 домогосподарствах у складі 300 родин. Густота населення становила 63 особи/км².  Було 479 помешкань (30/км²).
Расовий склад населення:
| - 93,7 % — білих - 4,2 % — чорних або афроамериканців - 0,6 % — азіатів - 0,2 % — корінних американців |

До двох чи більше рас належало 0,7 %. Частка іспаномовних становила 3,3 % від усіх жителів.
За віковим діапазоном населення розподілялося таким чином: 18,2 % — особи молодші 18 років, 61,0 % — особи у віці 18—64 років, 20,8 % — особи у віці 65 років та старші. Медіана віку мешканця становила 47,0 року. На 100 осіб жіночої статі у переписній місцевості припадало 97,1 чоловіків;  на 100 жінок у віці від 18 років та старших — 95,1 чоловіків також старших 18 років.
Середній дохід на одне домашнє господарство  становив 53 766 доларів США (медіана — 46 023), а середній дохід на одну сім'ю — 64 834 долари (медіана — 56 164). За межею бідності перебувало 28,8 % осіб, у тому числі 39,5 % дітей у віці до 18 років та 40,5 % осіб у віці 65 років та старших.
Цивільне працевлаштоване населення становило 381 особа. Основні галузі зайнятості: будівництво — 29,1 %, роздрібна торгівля — 16,0 %, мистецтво, розваги та відпочинок — 12,1 %, виробництво — 8,7 %.